# Saratowski Wojskowy Instytut Wojsk Gwardii Narodowej Federacji Rosyjskiej
Saratowski Wojskowy Instytut Wojsk Gwardii Narodowej Federacji Rosyjskiej odznaczony orderami Żukowa i Czerwonego Sztandaru (ros. Саратовский военный институт войск национальной гвардии Российской Федерации, Федеральное государственное казённое военное образовательное учреждение высшего образования «Саратовский военный ордена Жукова Краснознаменный институт войск национальной гвардии Российской Федерации» (СВКИ ВНГ РФ)) – instytucja edukacyjna szkolnictwa wyższego Federalnej Służby Wojsk Gwardii Narodowej Federacji Rosyjskiej, która przygotowuje oficerów do służby w oddziałach Gwardii Narodowej Federacji Rosyjskiej.

## Historia uczelni
Instytut jest historycznym spadkobiercą powstałej 19 maja 1932 na podstawie rozkazu Kolegium OGPU 4 Szkoły Ochrony Pogranicza i Wojsk OGPU, ze stałym miejscem dyslokacji w mieście Saratów.

## Władze uczelni
Komendantem uczelni jest generał major Siergiej Olejnik.